# Sobre os Destinos dos Homens Famosos

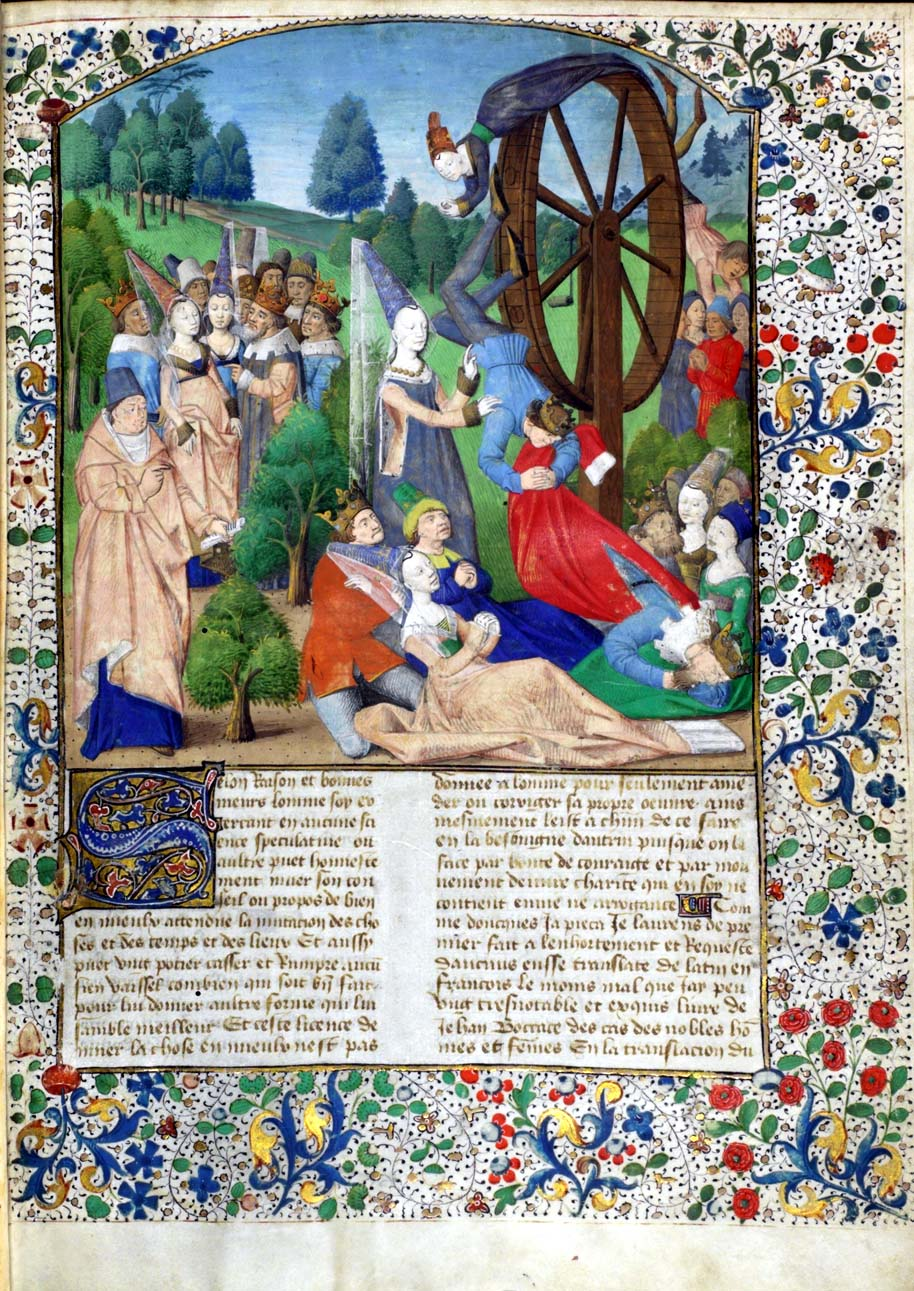
Recto iluminado da versão francesa (c. 1467)

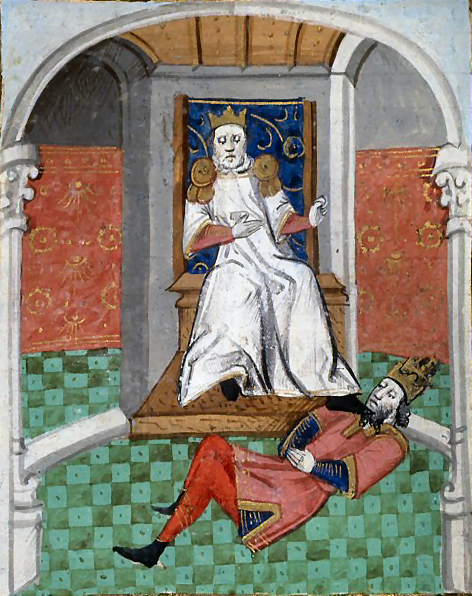
Alparslano r. humilhando o imperador r.. Da tradução de um ilustrado francês

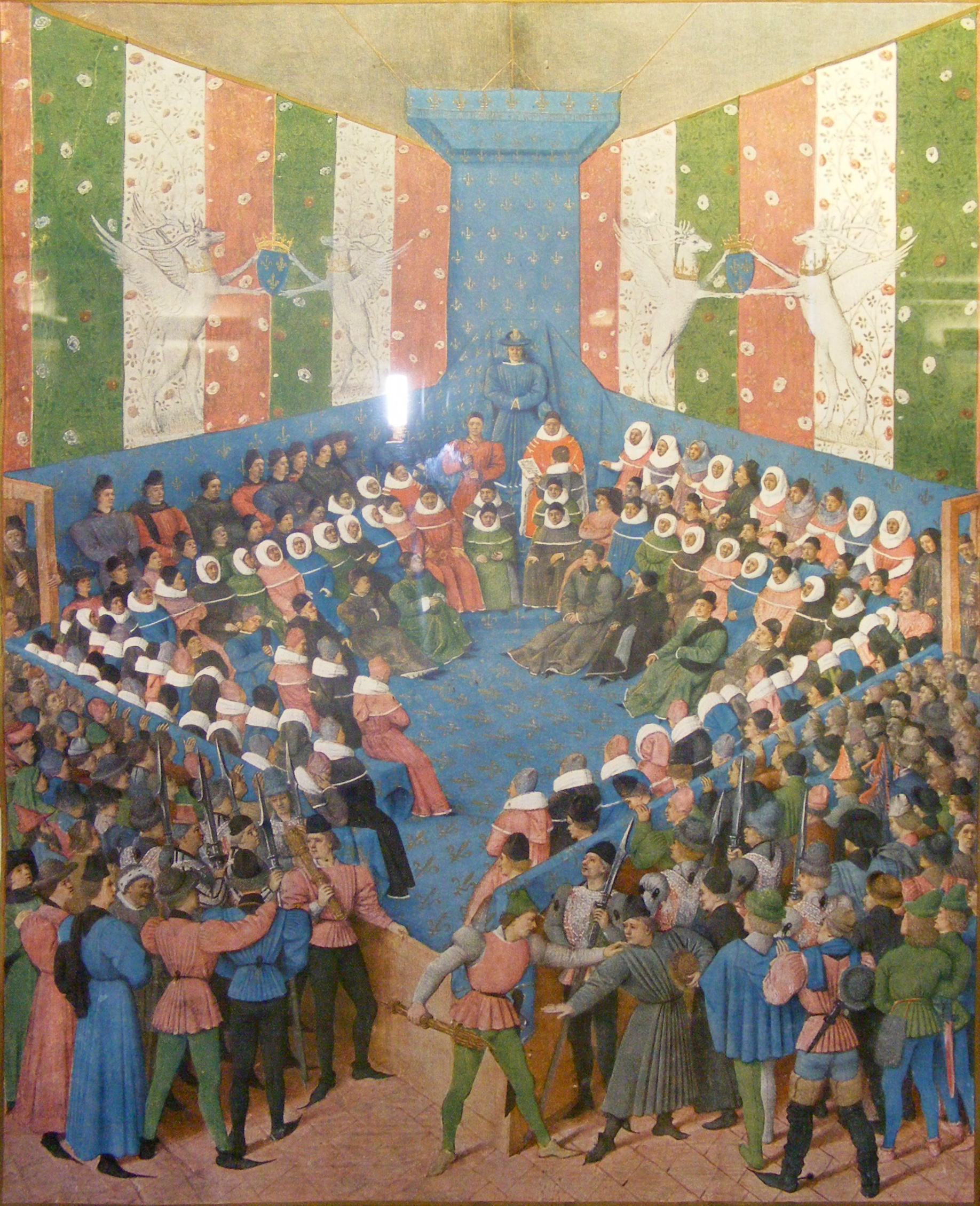
Julgamento de João II d'Alençon, outubro de 1458

Sobre os Destinos dos Homens Famosos (em latim: De Casibus Virorum Illustrium) é um trabalho de 56 biografias em prosa latina composto pelo poeta florentino Giovanni Boccaccio na forma de histórias morais das quedas de pessoas famosas, similar a seu trabalho de 106 biografias De mulieribus claris.

## Visão geral
A obra uma enciclopédia de biografia histórica e uma parte da tradição clássica de historiografia. Ele lida com as fortunas e calamidades de pessoas famosas começando com o bíblico Abraão, passando para pessoas antigas e mitológicas, e então para pessoas do próprio tempo de Boccaccio, no século XIV. O trabalho foi tão bem-sucedido que gerou o que tem sido referido como a tradição do Sobre os Destinos, influenciando muitos outros autores famosos como Geoffrey Chaucer, John Lydgate e Laurent de Premierfait. Sobre os Destinos também inspirou figuras de personagens em trabalhos como Os Contos da Cantuária, O conto do Macaco e Queda dos Príncipes (c. 1409), Des cas de nobles hommes et femmes (c. 1409) e Caida de principles (uma coleção espanhola do século XV), e "Um Espelho para Magistrados" (uma continuação muito popular escrita no século XVI por William Baldwin e outros).
Boccaccio escreveu o número de seu trabalho c. 1355-1360 com revisões e modificações até 1374. Por quase 400 anos este trabalho foi o melhor conhecido de seu material. Este periódico latino foi muito mais lido do que os agora famosos contos vernáculos toscano/italianos de Decamerão. O período renascentista viu o desenvolvimento da biografia secular que foi liderada, em parte, pelo sucesso de seu trabalho sendo um estímulo e força motriz do novo gênero de biografia moral. Sobre os Destinos decorre da tradição da literatura de trabalhos exemplares sobre pessoas famosas. Mostrou com a vida destas pessoas que não eram apenas biografias, mas instantâneos de suas virtudes morais. Boccaccio relaciona biografias de pessoas famosas que estavam no auge da felicidade e caíram no infortúnio quando menos esperavam. Este evento triste é às vezes referido como uma "tragédia Sobre os Destinos" em homenagem a seu trabalho. William Shakespeare, bem como Christopher Marlowe, criaram personagens baseados neste fenômeno.
A perspectiva de Boccaccio centrou-se no disastro que aguarda todos que são favorecidos demais pela sorte e em catástrofes inevitáveis que esperam aqueles com grande fortuna. Ele oferece um comentário moral para superar o infortúnio, aderindo à virtude através de um mundo de Deus.

## Vidas recontadas
Em ordem, diretamente traduzido da edição latina.

### Livro I
- Adão e Eva
- Nimrode
- Saturno
- Cadmo
- Jocasta
- Tiestes e Atreu
- Teseu
- Príamo e sua esposa Hécuba
- Agamenão
- Sansão

### Livro II
- Saul
- Roboão
- Atália
- Hebreus
- Dido
- Sardanapalo
- Zedequias
- Astíages
- Creso

### Livro III
- Tarquínio, o Soberbo
- Xerxes I
- Ápio Cláudio Crasso
- Alcibíades
- Aníbal
- Artaxerxes I

### Livro IV
- Marco Mânlio Capitolino
- Dionísio I
- Polícrates
- Calístenes
- Alexandre, o Grande
- Dario I
- Eumenes
- Olímpia
- Agátocles
- Arsínoe I
- Pirro
- Arsínoe II

### Livro V
- Seleuco I Nicátor e Antígono Monoftalmo
- Marco Atílio Régulo
- Sífax
- Antíoco I Sóter
- Aníbal
- Nicomedes I
- Perseu
- Filipe V
- Alexandre Balas
- Demétrio I
- Alexandre Zabinas
- Jugurta

### Livro VI
- Caio Mário
- Cleópatra
- Mitrídates VI
- Orodes II
- Pompeu
- Cícero
- Marco António e Cleópatra

### Livro VII
- Herodes, o Grande
- Tibério, Calígula e Messalina
- Nero
- Vitélio

### Livro VIII
- Francesco Petrarca
- Valeriano
- Zenóbia
- Diocleciano
- Maximiano
- Galério
- Juliano
- Rasagaiso
- Rei Artur
- Rosamunda